# ياربوزلي (سنجك)
ياربوزلي (بالكردية: Bîrîmşe‏) (بالتركية: Yarpuzlu)‏ هي قرية كرديّة رشوانيّة تتبع إداريّاً لمديرية سنجك في محافظة أديامان التركية، بلغ عدد سكانها 571 نسمة في عام 2021.